# Hans Stichel
Hans Ferdinand Emil Julius Stichel (* 16. Februar 1862 in Wronke, Provinz Posen; † 2. Oktober 1936 in Berlin-Lichterfelde) war ein deutscher Eisenbahnbeamter und Biologe.

## Leben
Er besuchte zunächst das Königliche Realgymnasium in Berlin, um sich im Mai 1882 zum philosophischen Studium an der Königl. Friedrich-Wilhelm-Universität zu immatrikulieren. Nach dem Tode des Vaters geriet er in wirtschaftliche Schwierigkeiten, so dass er das Studium im 3. Semester abbrechen musste (1883). Danach begann er eine Eisenbahnbeamten-Laufbahn bei den Preußischen Staatsbahnen und wurde 1893 Eisenbahn-Materialien-Verwalter 1. Klasse. 1921 avancierte er zum Eisenbahn-Oberinspektor und am 1922 zum Leiter des Werkstoffbüros im Eisenbahn-Zentralamt Berlin der Deutschen Reichsbahn.
Seit 1892 galt er als Privatgelehrter und war nebenberuflich Schriftleiter verschiedener insektenkundlicher Zeitschriften, so beispielsweise 1912–1923 Herausgeber und Schriftleiter der Zeitschrift für wissenschaftliche Insektenbiologie und der Neuen Beiträge zur systematischen Insektenkunde. Außerdem war Stichel der Verfasser von über 100 Aufsätzen über Insekten, hauptsächlich über Schmetterlinge, und Mitarbeiter an größeren Sammelwerken wie Das Tierreich, Großschmetterlinge der Erde, Nomenclator Animalium Generum et Subgenerum, Genera Insectorum und Catalogus Lepidopterum. Einige seiner Arbeiten erschienen im Verlag seines Sohnes Wolfgang Stichel. Hans Stichel wurde Ehrenmitglied verschiedener entomologischer Gesellschaften und erhielt 1927 den Titel Dr. phil. h. c. Er beschrieb mehrere neue Schmetterlingsarten und -unterarten, beispielsweise die Unterart pumilus des Roten Apollo. Als Autor solcher Beschreibungen wurde er zuweilen als „Stich.“ abgekürzt.
Hans Stichel wurde auf dem Parkfriedhof Lichterfelde beigesetzt.

## Wissenschaftliche Werke
- H. Stichel: Kritische Bemerkungen über die Artberechtigung der Schmetterlinge I. Catonephele et Nessaea. In: Berliner entomologische Zeitschrift. Band 44, Nr. 1-2, 1899, S. 1–45.
- H. Stichel: Parnassius apollo L. bartholomaeus nov. subsp. und monographische Behandlung bekannter paläarktischen Apollo – Formen. In: Insektenbörse. Band 16, Leipzig 1899, S. 294–296, 302–304, 310–314.
- H. Stichel: Zur Synonymie einiger Arten der Gattung Catonephele. In: Berliner Entomologische Zeitschrift. 1901.
- H. Stichel: Synonymisches Verzeichnis bekannter Eueides Formen. In: Berliner Entomologische Zeitschrift. 1903.
- H. Stichel: Lepidoptera Rhopalocera. Fam. Papilionidae, subf. Parnassiidae. In: P. Wytsman: Genera Insectorum. Band 58, Brüssel 1907, S. 1–60.
- H. Stichel: Lepidoptera Rhopalocera. Fam. Riodinidae. In: J. Wytsman: Genera Insectorum. Band 112A, Brüssel 1910-11, S. 1–238.